# زبان‌های اشاره سودانی
زبان‌های اشاره سودانی زبان‌های پرشمار اشاره‌ای هستند که توسط ناشنوایان و کم شنوایان در سودان و سودان جنوبی استفاده می‌شوند. این زبان‌ها به هم ارتباطی ندارند.